# Ferdinando I của Hai Sicilie
Ferdinando I (12 tháng 1 năm 1751 – 4 tháng 1 năm 1825) là Vua của Vương quốc Hai Sicilie từ năm 1816, sau khi được khôi phục ngai vàng bởi Đại hội Viên qua chiến thắng trong Chiến tranh Napoléon. Trước đó, từ năm 1759, ông là Ferdinando IV của Vương quốc Napoli và Ferdinand III của Vương quốc Sicilia. Ông cũng là Vua của Nhà nước Gozitan. Ferdinando đã hai lần bị phế truất khỏi ngai vàng của Napoli: lần đầu bởi những nhà cách mạng Napoli và lập ra Cộng hòa Parthenopean trong 6 tháng vào năm 1799 và một lần thứ 2 bởi Hoàng đế Napoléon vào năm 1805, trước khi được khôi phục vương vị vào năm 1816.
Ferdinando là con trai thứ 3 của Vua Carlos VII và V của Napoli & Sicilia và vợ Maria Amalia xứ Sachsen. Vào ngày 10 tháng 8 năm 1759, cha của Ferdinando kế vị anh trai mình là Ferdinand VI và trở thành vua của Tây Ban Nha với vương hiệu là Carlos III, nhưng các điều khoản của hiệp ước khiến ông không đủ điều kiện để nắm giữ cả ba vương miện. Vào ngày 6 tháng 10, ông thoái vị khỏi ngai vàng Napoli và Sicilia để nhường ngôi cho con trai thứ ba của mình, vì con trai cả Philip của ông đã bị loại khỏi quyền kế vị do có trí tuệ không bình thường và con trai thứ hai của ông là Vương tử Carlos được chọn làm người thừa kế ngai vàng Tây Ban Nha. Ferdinand là người sáng lập ra Vương tộc Borbone-Hai Sicilie.

## Thời thơ ấu
Ferdinando sinh ra ở Napoli và lớn lên giữa nhiều công trình do cha ông dựng lên ở đó mà ngày nay có thể thấy được; Cung điện Hoàng gia Portici, Đại cung điện Vương thất Caserta và Museo di Capodimonte.
Ferdinando là con trai thứ 3 của cha mẹ ông, anh trai thứ 2 của ông là Vương tử Carlos ban đầu được cho là sẽ thừa kế ngai vàng Napoli và Sicilia. Khi cha của ông lên ngôi Tây Ban Nha vào năm 1759, ông đã thoái vị ở Napoli để ủng hộ Ferdinando lên ngôi theo các hiệp ước cấm sự liên minh cá nhân của hai vương miện. Một hội đồng nhiếp chính do Tuscan Bernardo Tanucci chủ trì đã được thành lập. Chính vị nhiếp chính vương có năng lực và đầy tham vọng này đã thèm khát nắm giữ chính quyền càng nhiều càng tốt trong tay mình, đã cố tình bỏ bê việc học hành của vị vua trẻ, và khuyến khích Ferdinando thích vui chơi, sự lười biếng và sự tận tâm quá mức của ông ta đối với các môn thể thao ngoài trời.

## Cai trị

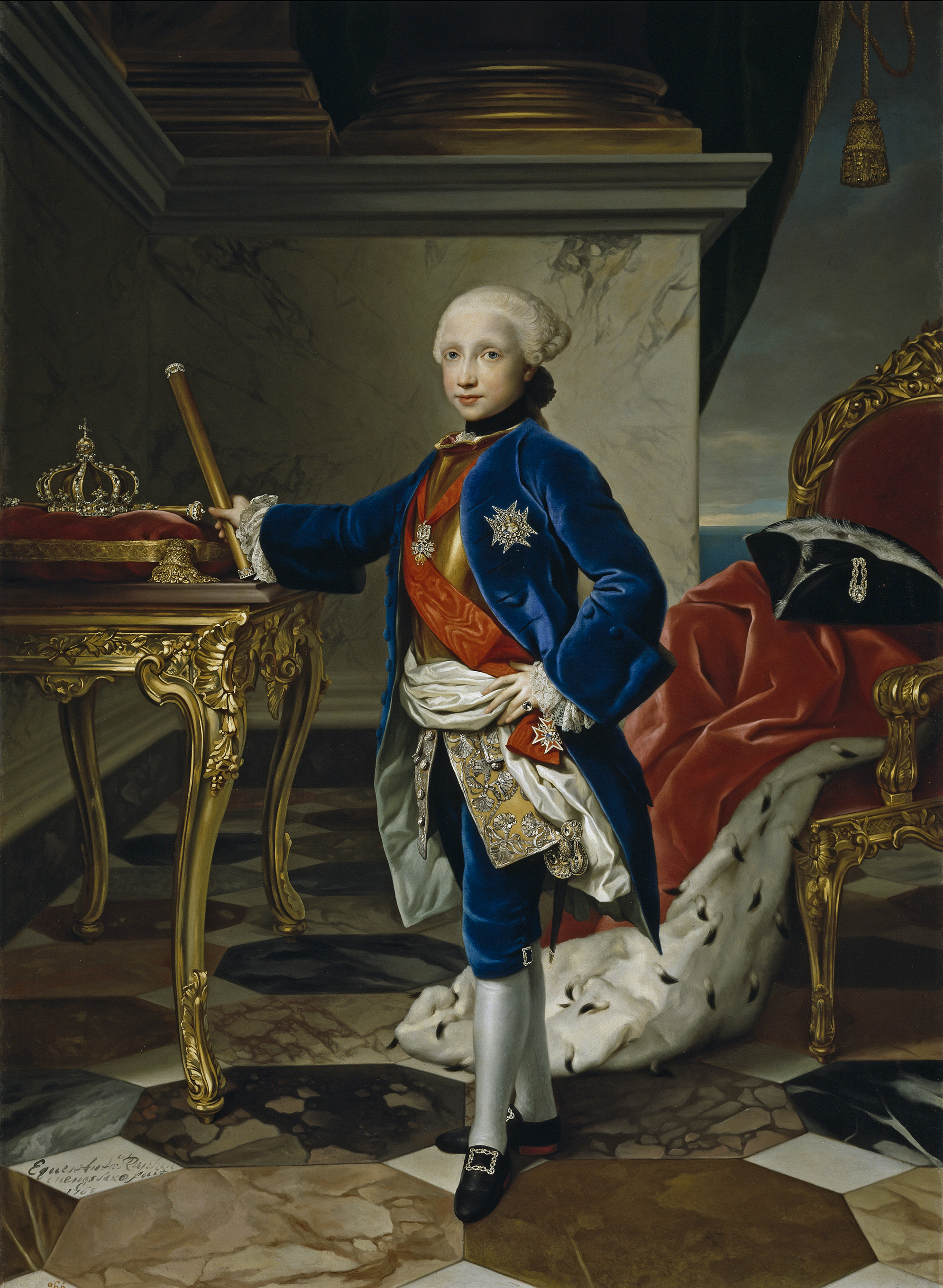
Ferdinand vào năm 1760, lúc 9 tuổi.

Thời niên thiếu của Ferdinando kết thúc vào năm 1767, và hành động đầu tiên của ông là trục xuất các tu sĩ Dòng Tên. Một năm sau, ông kết hôn với Nữ đại công tước Maria Karolina, con gái của Hoàng đế Franz I của Thánh chế La Mã và Maria Theresia của Áo. Theo hợp đồng hôn nhân, vương hậu sẽ có tiếng nói trong hội đồng nhà nước sau khi sinh con trai đầu lòng, và bà không hề chậm trễ trong việc tận dụng phương tiện ảnh hưởng chính trị này.
Tanucci, người đã cố gắng ngăn cản vương hậu, đã bị cách chức vào năm 1777. Một người Anh có tên là John Acton, người được bổ nhiệm đứng đầu hải quân của vương quốc vào năm 1779, đã giành được sự ưu ái của Maria Carolina bằng cách ủng hộ kế hoạch giải phóng Napoli khỏi ảnh hưởng của Tây Ban Nha, đảm bảo mối quan hệ hợp tác với Quân chủ Habsburg và Vương quốc Anh. Ông gần như trở thành thủ tướng của cả hai vương quốc. Mặc dù không phải là một nhà thám hiểm tham lam đơn thuần, nhưng ông chịu trách nhiệm chính trong quá trình biến việc quản lý nội bộ của đất nước thành một hệ thống gián điệp, tham nhũng và tàn ác.

## Sự chiếm đóng của Pháp và Cộng hòa Parthenopaean
Mặc dù hòa ước đã được ký kết với Đệ Nhất Cộng hòa Pháp vào năm 1796, nhưng với yêu cầu của Chính phủ Pháp, quân đội đã chiếm đóng Rome của Lãnh địa Giáo hoàng, một lần nữa khiến nhà vua hoảng sợ, và theo sự xúi giục của vợ, ông đã lợi dụng sự vắng mặt của tướng Napoléon (đang ở Ai Cập) và những chiến thắng của tướng Horatio Nelson để gây chiến. Ferdinando hành quân cùng quân đội của mình chống lại quân Pháp và tiến vào Rome (29 tháng 11), nhưng sau đó nhà vua vội vã quay trở lại Napoli, và khi quân Pháp tiếp cận, nhà vua đã bỏ trốn vào ngày 23 tháng 12 năm 1798 trên con tàu HMS Vanguard của Nelson đến Palermo, Sicily, để lại thủ đô của mình trong tình trạng hỗn loạn.
Quân Pháp tiến vào thành phố bất chấp sự kháng cự quyết liệt của các lazzaroni, và với sự giúp đỡ của giới quý tộc và giai cấp tư sản, thành lập Cộng hòa Parthenopaean (tháng 1 năm 1799). Vài tuần sau, khi quân đội Pháp được triệu hồi về miền Bắc Bán đảo Ý, Ferdinando đã cử một lực lượng được tập hợp gấp rút, dưới sự chỉ huy của Hồng y Ruffo, để tái chiếm Vương quốc Napoli. Ruffo, với sự hỗ trợ của pháo binh Anh, tăng lữ và tầng lớp quý tộc ủng hộ Bourbon, đã thành công, đến được Napoli vào tháng 5 năm 1800, và Cộng hòa Parthenopaean sụp đổ. Sau vài tháng, Vua Ferdinando trở lại ngai vàng.
Nhà vua, và trên hết là vương hậu, đặc biệt lo lắng rằng không nên tỏ lòng thương xót nào với những kẻ nổi loạn, và Maria Carolina (em gái của Vương hậu Pháp Maria Antonia đã bị hành quyết trong cuộc Cách mạng Pháp) đã lợi dụng Quý bà Hamilton, tình nhân của Nelson, để xúi giục Nelson thực hiện hành vi báo thù của mình.

## Liên minh thứ ba

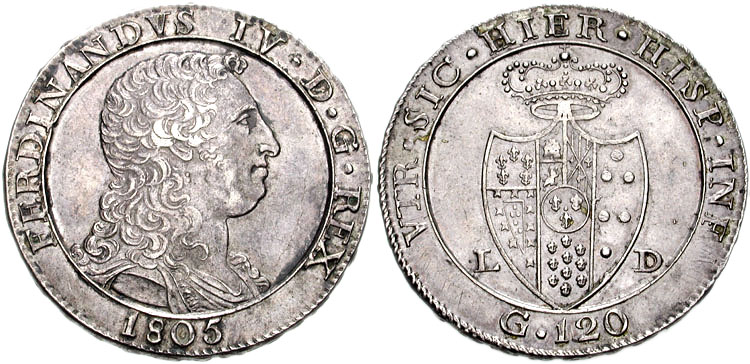
Xu bạc: Piastra của Napoli, với chân dung của vua Ferdinando ở phía trước

Nhà vua quay trở lại Napoli ngay sau đó, và ra lệnh hành quyết vài trăm người đã cộng tác với người Pháp. Điều này chỉ dừng lại khi những thành công của Pháp buộc ông phải đồng ý với một hiệp ước bao gồm cả việc ân xá cho các thành viên của nhóm thân Pháp. Khi chiến tranh nổ ra giữa Pháp và Áo vào năm 1805, Ferdinando đã ký một hiệp ước trung lập với Đế chế Áo, nhưng vài ngày sau, ông lại liên minh với Áo và cho phép một lực lượng Anh-Nga đổ bộ lên Napoli (xem Chiến tranh Liên minh thứ ba).
Chiến thắng của Pháp trong Trận Austerlitz vào ngày 2 tháng 12 đã cho phép Napoléon phái một đội quân đến miền Nam Bán đảo Ý. Ferdinando một lần nữa chạy trốn đến Palermo (23 tháng 1 năm 1806), ngay sau đó là vợ và con trai của ông, và vào ngày 14 tháng 2 năm 1806, quân Pháp lại tiến vào Napoli. Hoàng đế Napoléon đã tuyên bố tước bỏ vương quyền của triều đại Bourbon, và đưa anh trai của mình là Joseph Bonaparte lên làm Vua của Napoli và Sicilia. Nhưng Ferdinando vẫn tiếp tục trị vì ở Vương quốc Sicilia (trở thành vị vua đầu tiên của Sicilia trong nhiều thế kỷ thực sự cư trú ở đó) dưới sự bảo hộ của Anh.
Các thể chế nghị viện kiểu phong kiến đã tồn tại từ lâu trên đảo, và Lãnh chúa William Bentinck, bộ trưởng Anh, nhất quyết yêu cầu cải cách hiến pháp theo Anh và Pháp. Trên thực tế, nhà vua đã từ bỏ quyền lực của mình, bổ nhiệm con trai mình là Francis làm nhiếp chính, và vương hậu bị đày đến Áo theo lời yêu cầu của Bentinck, nơi bà qua đời năm 1814.

## Khôi phục ngai vàng
Sau sự sụp đổ của Napoléon, Joachim Murat, người đã kế vị Joseph Bonaparte làm vua của Napoli vào năm 1808, bị truất ngôi trong Chiến tranh Nepoli, và Ferdinando trở về Napoli. Bằng một hiệp ước bí mật, ông đã tự ràng buộc mình không được tiến xa hơn theo hướng của hiến pháp, mặc dù về tổng thể, nhà vua đã hành động theo chính sách của Hoàng thân Metternich là giữ nguyên hiện trạng, và duy trì luật pháp và hệ thống hành chính của Murat đặt ra trước đó, chỉ thay đổi nhỏ, nhưng nhà vua đã lợi dụng tình hình để bãi bỏ hiến pháp Sicilia, vi phạm lời thề của chính mình, và tuyên bố sự hợp nhất của hai quốc gia thành Vương quốc Hai Sicilie (12 tháng 12 năm 1816).
Ferdinando lúc này hoàn toàn phục tùng Đế quốc Áo, một người Áo, Bá tước Nugent, thậm chí còn được phong làm Tổng tư lệnh quân đội của Hai Sicilia. Trong 4 năm tiếp theo, ông trị vì với tư cách là một vị vua chuyên chế trong lãnh địa của mình, không đưa ra cải cách hiến pháp nào.

## Cách mạng 1820

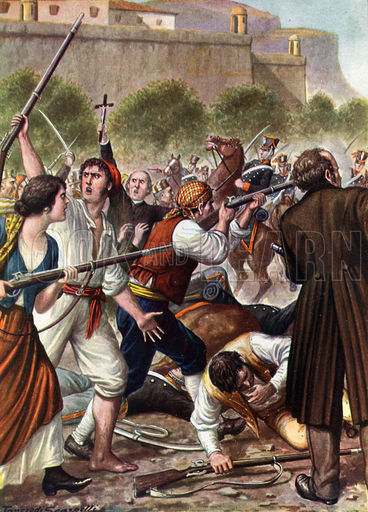
Cuộc nổi dậy ở Palermo năm 1820

Việc đàn áp quan điểm tự do đã gây ra sự lan rộng đáng báo động về ảnh hưởng và hoạt động của hội kín Carbonari, hội này theo thời gian đã ảnh hưởng đến một bộ phận lớn quân đội. Vào tháng 7 năm 1820, một cuộc nổi dậy quân sự nổ ra dưới sự chỉ huy của Tướng Guglielmo Pepe, và Ferdinando bị khủng bố khi ký một bản hiến pháp theo mô hình của Hiến pháp Tây Ban Nha năm 1812. Mặt khác, một cuộc nổi dậy ở Sicilia, ủng hộ việc giành lại nền độc lập, đã bị đàn áp bởi quân đội Nepoli.
Thành công của cuộc cách mạng quân sự tại Napoli đã báo động nghiêm trọng cho các cường quốc của Liên minh Thần thánh, họ đã lo sợ rằng nó có thể lan sang các quốc gia khác trên Bán đảo Ý và do đó dẫn đến một cuộc xung đột chung ở châu Âu. Nghị định thư Troppau năm 1820 được Áo, Phổ và Nga ký kết, mặc dù lời mời Ferdinando tham dự Đại hội Laibach (1821) đã tạm dừng. Ông đã hai lần thề sẽ duy trì hiến pháp mới nhưng hầu như không ra khỏi Napoli trước khi ông từ chối lời thề của mình và trong những bức thư gửi cho tất cả các quốc vương ở Châu Âu, ông tuyên bố các hành động của mình là vô hiệu. Hoàng thân Metternich không gặp khó khăn gì trong việc thuyết phục nhà vua cho phép quân đội Áo tiến vào Napoli "để lập lại trật tự".
Người Napoli, do Tướng Pepe chỉ huy, bị đánh bại tại Rieti (7 tháng 3 năm 1821). Người Áo tiến vào Napoli.

## Cuối đời
Sau chiến thắng của Áo, Nghị viện bị giải tán và Ferdinando đàn áp Đảng Tự do và Carbonari. Chiến thắng này được Áo sử dụng để buộc nước này nắm bắt các chính sách đối nội và đối ngoại của Napoli. Bá tước Karl Ludwig von Ficquelmont được bổ nhiệm làm đại sứ Áo tại Napoli, thực tế là điều hành đất nước cũng như quản lý việc chiếm đóng và củng cố ảnh hưởng của Áo đối với giới tinh hoa Napoli.
Ferdinando qua đời ở Napoli vào tháng 1 năm 1825. Ông là người con cuối cùng còn sống của Carlos III.

## Hậu duệ
| Children of Ferdinand I                                                            | Children of Ferdinand I | Children of Ferdinand I                               | Children of Ferdinand I                                | Children of Ferdinand I |
| Name                                                                               | Picture                 | Birth                                                 | Death                                                  | Notes |
| ---------------------------------------------------------------------------------- | ----------------------- | ----------------------------------------------------- | ------------------------------------------------------ | --- |
| Bởi Maria Carolina của Áo (Vienna, 13 tháng 8 năm 1752 – Viên, 8 tháng 9 năm 1814) |                         |                                                       |                                                        | |
| Maria Teresa Carolina Giuseppina                                                   |                         | 6 tháng 6 năm 1772                                    | 13 tháng 4 năm 1807                                    | Được đặt theo tên bà ngoại của bà Maria Theresia của Áo, bà kết hôn với người anh họ đời đầu của mình Franz II của Thánh chế La Mã vào năm 1790; có hậu duệ.                                                                  |
| Maria Luisa Amelia Teresa                                                          |                         | Cung điện Hoàng gia Napoli, 27 tháng 7 năm 1773       | Cung điện Hoàng gia Hofburg, 19 tháng 9 năm 1802       | Kết hôn với người anh họ đời đầu Ferdinando III xứ Toscana và có hậu duệ. |
| Carlo Tito Francesco Giuseppe                                                      |                         | Napoli, ngày 6 tháng 1 năm 1775                       | 17 tháng 12 năm 1778                                   | Chết vì đậu mùa. |
| Maria Anna Giuseppa Antonietta Francesca Gaetana Teresa                            |                         | 23 tháng 11 năm 1775                                  | 22 tháng 2 năm 1780                                    | Chết vì bệnh đậu mùa. |
| Francesco Gennaro Giuseppe Saverio Giovanni Battista                               |                         | Napoli, ngày 14 tháng 8 năm 1777                      | Napoli, ngày 8 tháng 11 năm 1830                       | Kết hôn với người em họ Nữ đại công tước Maria Clementina của Áo vào năm 1797 và có con; kết hôn với một người em họ khác là María Isabella của Tây Ban Nha vào năm 1802 và có con; là Vua của Hai Sicilies từ 1825 đến 1830. |
| Maria Cristina Teresa                                                              |                         | Cung điện Hoàng gia Caserta, ngày 17 tháng 1 năm 1779 | Savona, ngày 11 tháng 3 năm 1849                       | Kết hôn với Carlo Felix của Sardinia năm 1807; không để lại hậu duệ; chính cô ấy là người đã ra lệnh khai quật Tusculum. |
| Maria Cristina Amelia                                                              |                         | Cung điện Caserta, ngày 17 tháng 1 năm 1779           | Cung điện Caserta, ngày 26 tháng 2 năm 1783            | Chết vì bệnh đậu mùa. |
| Gennaro Carlo Francesco                                                            |                         | Napoli 12 tháng 4 năm 1780                            | 2 tháng 1 năm 1789                                     | Chết vì bệnh đậu mùa. |
| Giuseppe Carlo Gennaro                                                             |                         | Napoli, ngày 18 tháng 6 năm 1781                      | 19 tháng 2 năm 1783                                    | Chết vì bệnh đậu mùa. |
| Maria Amelia Teresa                                                                |                         | Cung điện Caserta, 26 tháng 4 năm 1782                | Nhà Claremont, 24 tháng 3 năm 1866                     | Kết hôn năm 1809 Louis Philippe I, Công tước xứ Orleans, Vua của người Pháp và để lại hậu duệ. |
| Maria Cristina                                                                     |                         | Cung điện Caserta, 19 tháng 7 năm 1783                | Cung điện Caserta, 19 tháng 7 năm 1783                 | Stillborn. |
| Maria Antonia Teresa Amelia Giovanna Battista Francesca Gaetana Maria Anna Lucia   |                         | Cung điện Caserta, ngày 14 tháng 12 năm 1784          | Cung điện Hoàng gia Aranjuez, ngày 21 tháng 5 năm 1806 | Kết hôn với anh họ Infante Ferdinand, Thân vương xứ Asturias; chết vì bệnh lao; không có hậu duệ. |
| Maria Clotilde Teresa Amelia Antonietta Giovanna Battista Anna Gaetana Polcheria   |                         | Cung điện Caserta, 18 tháng 2 năm 1786                | 10 tháng 9 năm 1792                                    | Chết vì bệnh đậu mùa. |
| Maria Enrichetta Carmela                                                           |                         | Napoli, 31 tháng 7 năm 1787                           | Naples, 20 tháng 9 năm 1792                            | Chết vì bệnh đậu mùa. |
| Carlo Gennaro                                                                      |                         | Napoli, ngày 26 tháng 8 năm 1788                      | Cung điện Caserta, ngày 1 tháng 2 năm 1789             | Chết vì bệnh đậu mùa. |
| Leopoldo Giovanni Giuseppe Michele of Naples                                       |                         | Naples, ngày 2 tháng 7 năm 1790                       | Naples, ngày 10 tháng 3 năm 1851                       | Kết hôn với cháu gái Nữ đại công tước Clementina của Áo và có hậu duệ. |
| Alberto Lodovico Maria Filipo Gaetano                                              |                         | 2 tháng 5 năm 1792                                    | Chết trên tàu HMS Vanguard, 25 tháng 12 năm 1798       | Chết khi còn nhỏ (chết vì kiệt sức trên tàu HMS Vanguard). |
| Maria Isabella                                                                     |                         | Napoli, ngày 2 tháng 12 năm 1793                      | 23 tháng 4 năm 1801                                    | Chết khi còn nhỏ. |

## Huy hiệu

Heraldry of Ferdinand of Naples, Sicily and the Two Sicilies
Huy hiệu của Vua Napoli (1759–1799 / 1799–1806 /1814–1816)[4]
Huy hiệu của Vua Sicilia (1759–1816)[4]
Huy hiệu của Vua Hai Sicilia (1816–1825)[4]

## Gia phả
| \| \| \| \| \| \| \| \| \| \| \| \| \| \| \| \| \| \| \| \| 16. Louis XIV của Pháp \| \| \| \| \| \| \| \| \| \| \| \| \| \| \| \| \| \| \| \| \| \| \| \| \| \| \| \| \| \| \| \| \| \| \| \| \| \| \| \| \| \| \| \| \| \| \| \| \| \| \| \| \| \| 8. Louis của Pháp \| \| \| \| \| \| \| \| \| \| \| \| \| \| \| \| \| \| \| \| \| \| \| \| \| \| \| \| \| \| \| \| \| \| \| \| \| \| \| \| \| \| \| \| \| \| \| \| \| \| \| \| \| \| 17. María Teresa của Tây Ban Nha \| \| \| \| \| \| \| \| \| \| \| \| \| \| \| \| \| \| \| \| \| \| \| \| \| \| \| \| \| \| \| \| \| \| \| \| \| \| \| \| \| \| \| \| \| \| \| \| \| \| \| \| \| \| 4. Felipe V của Tây Ban Nha \| \| \| \| \| \| \| \| \| \| \| \| \| \| \| \| \| \| \| \| \| \| \| \| \| \| \| \| \| \| \| \| \| \| \| \| \| \| \| \| \| \| \| \| \| \| \| \| \| \| \| \| \| \| 18. Ferdiand Maria I xứ Bayern \| \| \| \| \| \| \| \| \| \| \| \| \| \| \| \| \| \| \| \| \| \| \| \| \| \| \| \| \| \| \| \| \| \| \| \| \| \| \| \| \| \| \| \| \| \| \| \| \| \| \| \| \| \| 9. Maria Ana Victoria xứ Bayern \| \| \| \| \| \| \| \| \| \| \| \| \| \| \| \| \| \| \| \| \| \| \| \| \| \| \| \| \| \| \| \| \| \| \| \| \| \| \| \| \| \| \| \| \| \| \| \| \| \| \| \| \| \| 19. Enrichetta Adelaide của Savoia \| \| \| \| \| \| \| \| \| \| \| \| \| \| \| \| \| \| \| \| \| \| \| \| \| \| \| \| \| \| \| \| \| \| \| \| \| \| \| \| \| \| \| \| \| \| \| \| \| \| \| \| \| \| 2. Carlos III của Tây Ban Nha \| \| \| \| \| \| \| \| \| \| \| \| \| \| \| \| \| \| \| \| \| \| \| \| \| \| \| \| \| \| \| \| \| \| \| \| \| \| \| \| \| \| \| \| \| \| \| \| \| \| \| \| \| \| 20. Renuccio II xứ Parma \| \| \| \| \| \| \| \| \| \| \| \| \| \| \| \| \| \| \| \| \| \| \| \| \| \| \| \| \| \| \| \| \| \| \| \| \| \| \| \| \| \| \| \| \| \| \| \| \| \| \| \| \| \| 10. Odoardo II xứ Parma \| \| \| \| \| \| \| \| \| \| \| \| \| \| \| \| \| \| \| \| \| \| \| \| \| \| \| \| \| \| \| \| \| \| \| \| \| \| \| \| \| \| \| \| \| \| \| \| \| \| \| \| \| \| 21. Isabella xứ Modena \| \| \| \| \| \| \| \| \| \| \| \| \| \| \| \| \| \| \| \| \| \| \| \| \| \| \| \| \| \| \| \| \| \| \| \| \| \| \| \| \| \| \| \| \| \| \| \| \| \| \| \| \| \| 5. Elisabetta xứ Parma \| \| \| \| \| \| \| \| \| \| \| \| \| \| \| \| \| \| \| \| \| \| \| \| \| \| \| \| \| \| \| \| \| \| \| \| \| \| \| \| \| \| \| \| \| \| \| \| \| \| \| \| \| \| 22. Philipp Wilhelm I xứ Pfalz \| \| \| \| \| \| \| \| \| \| \| \| \| \| \| \| \| \| \| \| \| \| \| \| \| \| \| \| \| \| \| \| \| \| \| \| \| \| \| \| \| \| \| \| \| \| \| \| \| \| \| \| \| \| 11. Dorothea Sophie xứ Pfalz \| \| \| \| \| \| \| \| \| \| \| \| \| \| \| \| \| \| \| \| \| \| \| \| \| \| \| \| \| \| \| \| \| \| \| \| \| \| \| \| \| \| \| \| \| \| \| \| \| \| \| \| \| \| 23. Elisabeth Amalie xứ Hessen-Darmstadt \| \| \| \| \| \| \| \| \| \| \| \| \| \| \| \| \| \| \| \| \| \| \| \| \| \| \| \| \| \| \| \| \| \| \| \| \| \| \| \| \| \| \| \| \| \| \| \| \| \| \| \| \| \| 1. Ferdinando I của Hai Sicilie \| \| \| \| \| \| \| \| \| \| \| \| \| \| \| \| \| \| \| \| \| \| \| \| \| \| \| \| \| \| \| \| \| \| \| \| \| \| \| \| \| \| \| \| \| \| \| \| \| \| \| \| \| \| 24. Johann Georg III xứ Sachsen \| \| \| \| \| \| \| \| \| \| \| \| \| \| \| \| \| \| \| \| \| \| \| \| \| \| \| \| \| \| \| \| \| \| \| \| \| \| \| \| \| \| \| \| \| \| \| \| \| \| \| \| \| \| 12. August II của Ba Lan \| \| \| \| \| \| \| \| \| \| \| \| \| \| \| \| \| \| \| \| \| \| \| \| \| \| \| \| \| \| \| \| \| \| \| \| \| \| \| \| \| \| \| \| \| \| \| \| \| \| \| \| \| \| 25. Anna Sophie của Đan Mạch \| \| \| \| \| \| \| \| \| \| \| \| \| \| \| \| \| \| \| \| \| \| \| \| \| \| \| \| \| \| \| \| \| \| \| \| \| \| \| \| \| \| \| \| \| \| \| \| \| \| \| \| \| \| 6. August III của Ba Lan \| \| \| \| \| \| \| \| \| \| \| \| \| \| \| \| \| \| \| \| \| \| \| \| \| \| \| \| \| \| \| \| \| \| \| \| \| \| \| \| \| \| \| \| \| \| \| \| \| \| \| \| \| \| 26. Christian Ernst I xứ Brandenburg-Bayreuth \| \| \| \| \| \| \| \| \| \| \| \| \| \| \| \| \| \| \| \| \| \| \| \| \| \| \| \| \| \| \| \| \| \| \| \| \| \| \| \| \| \| \| \| \| \| \| \| \| \| \| \| \| \| 13. Christiane Eberhardine xứ Brandenburg-Bayreuth \| \| \| \| \| \| \| \| \| \| \| \| \| \| \| \| \| \| \| \| \| \| \| \| \| \| \| \| \| \| \| \| \| \| \| \| \| \| \| \| \| \| \| \| \| \| \| \| \| \| \| \| \| \| 27. Sophie Luise xứ Württemberg \| \| \| \| \| \| \| \| \| \| \| \| \| \| \| \| \| \| \| \| \| \| \| \| \| \| \| \| \| \| \| \| \| \| \| \| \| \| \| \| \| \| \| \| \| \| \| \| \| \| \| \| \| \| 3. Maria Amalia của Ba Lan \| \| \| \| \| \| \| \| \| \| \| \| \| \| \| \| \| \| \| \| \| \| \| \| \| \| \| \| \| \| \| \| \| \| \| \| \| \| \| \| \| \| \| \| \| \| \| \| \| \| \| \| \| \| 28. Leopold I của Thánh chế La Mã \| \| \| \| \| \| \| \| \| \| \| \| \| \| \| \| \| \| \| \| \| \| \| \| \| \| \| \| \| \| \| \| \| \| \| \| \| \| \| \| \| \| \| \| \| \| \| \| \| \| \| \| \| \| 14. Joseph I của Thánh chế La Mã \| \| \| \| \| \| \| \| \| \| \| \| \| \| \| \| \| \| \| \| \| \| \| \| \| \| \| \| \| \| \| \| \| \| \| \| \| \| \| \| \| \| \| \| \| \| \| \| \| \| \| \| \| \| 29. Eleonore Magdalene xứ Neuburg \| \| \| \| \| \| \| \| \| \| \| \| \| \| \| \| \| \| \| \| \| \| \| \| \| \| \| \| \| \| \| \| \| \| \| \| \| \| \| \| \| \| \| \| \| \| \| \| \| \| \| \| \| \| 7. Maria Josepha Benedikta của Áo \| \| \| \| \| \| \| \| \| \| \| \| \| \| \| \| \| \| \| \| \| \| \| \| \| \| \| \| \| \| \| \| \| \| \| \| \| \| \| \| \| \| \| \| \| \| \| \| \| \| \| \| \| \| 30. Johann Friedrich I xứ Braunschweig-Calenberg \| \| \| \| \| \| \| \| \| \| \| \| \| \| \| \| \| \| \| \| \| \| \| \| \| \| \| \| \| \| \| \| \| \| \| \| \| \| \| \| \| \| \| \| \| \| \| \| \| \| \| \| \| \| 15. Wilhelmine Amalie xứ Braunschweig-Lüneburg \| \| \| \| \| \| \| \| \| \| \| \| \| \| \| \| \| \| \| \| \| \| \| \| \| \| \| \| \| \| \| \| \| \| \| \| \| \| \| \| \| \| \| \| \| \| \| \| \| \| \| \| \| \| 31. Benedicta Henriette xứ Pfalz \| \| \| \| \| \| \| \| \| \| \| \| \| \| \| \| \| \| \| \| \| \| \| \| \| \| \| \| \| \| \| \| \| \| \| \| \| \| \| \| \| \| \| \| \| \| \| \| \| \| \| \| |                                                    |  |  |  |  |  |  |  |  |  |  |  |  |  |  |  |
| |                                                    |  |  |  |  |  |  |  |  |  |  |  |  |  |  |  |
| | 16. Louis XIV của Pháp                             |  |  |  |  |  |  |  |  |  |  |  |  |  |  |  |
| |                                                    |  |  |  |  |  |  |  |  |  |  |  |  |  |  |  |
| |                                                    |  |  |  |  |  |  |  |  |  |  |  |  |  |  |  |
| | 8. Louis của Pháp                                  |  |  |  |  |  |  |  |  |  |  |  |  |  |  |  |
| |                                                    |  |  |  |  |  |  |  |  |  |  |  |  |  |  |  |
| |                                                    |  |  |  |  |  |  |  |  |  |  |  |  |  |  |  |
| | 17. María Teresa của Tây Ban Nha                   |  |  |  |  |  |  |  |  |  |  |  |  |  |  |  |
| |                                                    |  |  |  |  |  |  |  |  |  |  |  |  |  |  |  |
| |                                                    |  |  |  |  |  |  |  |  |  |  |  |  |  |  |  |
| | 4. Felipe V của Tây Ban Nha                        |  |  |  |  |  |  |  |  |  |  |  |  |  |  |  |
| |                                                    |  |  |  |  |  |  |  |  |  |  |  |  |  |  |  |
| |                                                    |  |  |  |  |  |  |  |  |  |  |  |  |  |  |  |
| | 18. Ferdiand Maria I xứ Bayern                     |  |  |  |  |  |  |  |  |  |  |  |  |  |  |  |
| |                                                    |  |  |  |  |  |  |  |  |  |  |  |  |  |  |  |
| |                                                    |  |  |  |  |  |  |  |  |  |  |  |  |  |  |  |
| | 9. Maria Ana Victoria xứ Bayern                    |  |  |  |  |  |  |  |  |  |  |  |  |  |  |  |
| |                                                    |  |  |  |  |  |  |  |  |  |  |  |  |  |  |  |
| |                                                    |  |  |  |  |  |  |  |  |  |  |  |  |  |  |  |
| | 19. Enrichetta Adelaide của Savoia                 |  |  |  |  |  |  |  |  |  |  |  |  |  |  |  |
| |                                                    |  |  |  |  |  |  |  |  |  |  |  |  |  |  |  |
| |                                                    |  |  |  |  |  |  |  |  |  |  |  |  |  |  |  |
| | 2. Carlos III của Tây Ban Nha                      |  |  |  |  |  |  |  |  |  |  |  |  |  |  |  |
| |                                                    |  |  |  |  |  |  |  |  |  |  |  |  |  |  |  |
| |                                                    |  |  |  |  |  |  |  |  |  |  |  |  |  |  |  |
| | 20. Renuccio II xứ Parma                           |  |  |  |  |  |  |  |  |  |  |  |  |  |  |  |
| |                                                    |  |  |  |  |  |  |  |  |  |  |  |  |  |  |  |
| |                                                    |  |  |  |  |  |  |  |  |  |  |  |  |  |  |  |
| | 10. Odoardo II xứ Parma                            |  |  |  |  |  |  |  |  |  |  |  |  |  |  |  |
| |                                                    |  |  |  |  |  |  |  |  |  |  |  |  |  |  |  |
| |                                                    |  |  |  |  |  |  |  |  |  |  |  |  |  |  |  |
| | 21. Isabella xứ Modena                             |  |  |  |  |  |  |  |  |  |  |  |  |  |  |  |
| |                                                    |  |  |  |  |  |  |  |  |  |  |  |  |  |  |  |
| |                                                    |  |  |  |  |  |  |  |  |  |  |  |  |  |  |  |
| | 5. Elisabetta xứ Parma                             |  |  |  |  |  |  |  |  |  |  |  |  |  |  |  |
| |                                                    |  |  |  |  |  |  |  |  |  |  |  |  |  |  |  |
| |                                                    |  |  |  |  |  |  |  |  |  |  |  |  |  |  |  |
| | 22. Philipp Wilhelm I xứ Pfalz                     |  |  |  |  |  |  |  |  |  |  |  |  |  |  |  |
| |                                                    |  |  |  |  |  |  |  |  |  |  |  |  |  |  |  |
| |                                                    |  |  |  |  |  |  |  |  |  |  |  |  |  |  |  |
| | 11. Dorothea Sophie xứ Pfalz                       |  |  |  |  |  |  |  |  |  |  |  |  |  |  |  |
| |                                                    |  |  |  |  |  |  |  |  |  |  |  |  |  |  |  |
| |                                                    |  |  |  |  |  |  |  |  |  |  |  |  |  |  |  |
| | 23. Elisabeth Amalie xứ Hessen-Darmstadt           |  |  |  |  |  |  |  |  |  |  |  |  |  |  |  |
| |                                                    |  |  |  |  |  |  |  |  |  |  |  |  |  |  |  |
| |                                                    |  |  |  |  |  |  |  |  |  |  |  |  |  |  |  |
| | 1. Ferdinando I của Hai Sicilie                    |  |  |  |  |  |  |  |  |  |  |  |  |  |  |  |
| |                                                    |  |  |  |  |  |  |  |  |  |  |  |  |  |  |  |
| |                                                    |  |  |  |  |  |  |  |  |  |  |  |  |  |  |  |
| | 24. Johann Georg III xứ Sachsen                    |  |  |  |  |  |  |  |  |  |  |  |  |  |  |  |
| |                                                    |  |  |  |  |  |  |  |  |  |  |  |  |  |  |  |
| |                                                    |  |  |  |  |  |  |  |  |  |  |  |  |  |  |  |
| | 12. August II của Ba Lan                           |  |  |  |  |  |  |  |  |  |  |  |  |  |  |  |
| |                                                    |  |  |  |  |  |  |  |  |  |  |  |  |  |  |  |
| |                                                    |  |  |  |  |  |  |  |  |  |  |  |  |  |  |  |
| | 25. Anna Sophie của Đan Mạch                       |  |  |  |  |  |  |  |  |  |  |  |  |  |  |  |
| |                                                    |  |  |  |  |  |  |  |  |  |  |  |  |  |  |  |
| |                                                    |  |  |  |  |  |  |  |  |  |  |  |  |  |  |  |
| | 6. August III của Ba Lan                           |  |  |  |  |  |  |  |  |  |  |  |  |  |  |  |
| |                                                    |  |  |  |  |  |  |  |  |  |  |  |  |  |  |  |
| |                                                    |  |  |  |  |  |  |  |  |  |  |  |  |  |  |  |
| | 26. Christian Ernst I xứ Brandenburg-Bayreuth      |  |  |  |  |  |  |  |  |  |  |  |  |  |  |  |
| |                                                    |  |  |  |  |  |  |  |  |  |  |  |  |  |  |  |
| |                                                    |  |  |  |  |  |  |  |  |  |  |  |  |  |  |  |
| | 13. Christiane Eberhardine xứ Brandenburg-Bayreuth |  |  |  |  |  |  |  |  |  |  |  |  |  |  |  |
| |                                                    |  |  |  |  |  |  |  |  |  |  |  |  |  |  |  |
| |                                                    |  |  |  |  |  |  |  |  |  |  |  |  |  |  |  |
| | 27. Sophie Luise xứ Württemberg                    |  |  |  |  |  |  |  |  |  |  |  |  |  |  |  |
| |                                                    |  |  |  |  |  |  |  |  |  |  |  |  |  |  |  |
| |                                                    |  |  |  |  |  |  |  |  |  |  |  |  |  |  |  |
| | 3. Maria Amalia của Ba Lan                         |  |  |  |  |  |  |  |  |  |  |  |  |  |  |  |
| |                                                    |  |  |  |  |  |  |  |  |  |  |  |  |  |  |  |
| |                                                    |  |  |  |  |  |  |  |  |  |  |  |  |  |  |  |
| | 28. Leopold I của Thánh chế La Mã                  |  |  |  |  |  |  |  |  |  |  |  |  |  |  |  |
| |                                                    |  |  |  |  |  |  |  |  |  |  |  |  |  |  |  |
| |                                                    |  |  |  |  |  |  |  |  |  |  |  |  |  |  |  |
| | 14. Joseph I của Thánh chế La Mã                   |  |  |  |  |  |  |  |  |  |  |  |  |  |  |  |
| |                                                    |  |  |  |  |  |  |  |  |  |  |  |  |  |  |  |
| |                                                    |  |  |  |  |  |  |  |  |  |  |  |  |  |  |  |
| | 29. Eleonore Magdalene xứ Neuburg                  |  |  |  |  |  |  |  |  |  |  |  |  |  |  |  |
| |                                                    |  |  |  |  |  |  |  |  |  |  |  |  |  |  |  |
| |                                                    |  |  |  |  |  |  |  |  |  |  |  |  |  |  |  |
| | 7. Maria Josepha Benedikta của Áo                  |  |  |  |  |  |  |  |  |  |  |  |  |  |  |  |
| |                                                    |  |  |  |  |  |  |  |  |  |  |  |  |  |  |  |
| |                                                    |  |  |  |  |  |  |  |  |  |  |  |  |  |  |  |
| | 30. Johann Friedrich I xứ Braunschweig-Calenberg   |  |  |  |  |  |  |  |  |  |  |  |  |  |  |  |
| |                                                    |  |  |  |  |  |  |  |  |  |  |  |  |  |  |  |
| |                                                    |  |  |  |  |  |  |  |  |  |  |  |  |  |  |  |
| | 15. Wilhelmine Amalie xứ Braunschweig-Lüneburg     |  |  |  |  |  |  |  |  |  |  |  |  |  |  |  |
| |                                                    |  |  |  |  |  |  |  |  |  |  |  |  |  |  |  |
| |                                                    |  |  |  |  |  |  |  |  |  |  |  |  |  |  |  |
| | 31. Benedicta Henriette xứ Pfalz                   |  |  |  |  |  |  |  |  |  |  |  |  |  |  |  |
| |                                                    |  |  |  |  |  |  |  |  |  |  |  |  |  |  |  |
| |                                                    |  |  |  |  |  |  |  |  |  |  |  |  |  |  |  |